# Zeuxia montivaga
Zeuxia montivaga är en tvåvingeart som beskrevs av Kolomiets 1971. Zeuxia montivaga ingår i släktet Zeuxia och familjen parasitflugor. Inga underarter finns listade i Catalogue of Life.